# Dalarna
Dalarna –històricament conegut com a Dalecàrlia– és una província històrica de Suècia altrament dit en suec landskap, que es troba al centre del país. Als Estats Units hi ha llocs amb l'element Dalecarlia.
Dalarna engloba Härjedalen, Hälsingland, Gästrikland, Västmanland i Värmland. A l'oest fa frontera amb Noruega.
La paraula "Dalarna" significa "les valls". És un popular lloc del vacances pels suecs del sud. Alguns dels seus habitants parlen el dialecte suec anomenat dalecarlià.

## Administració
El comtat de Dalarna té gairebé les mateixes fronteres que la Dalarna històrica excepte per la part del nord-est, parròquia (Hamra (coneguda també com a Orsa Finnmark) la qual forma part del municipi de Ljusdal del comtat de Gävleborg.

## Heràldica
L'escut de Dalarna data de 1560; porta unes fletxes encreuades, la província també és un ducat. El comtat de Dalarna fa servir el mateix escut.